# Answer (infixの曲)
『answer』（アンサー）は、1997年2月17日に発売されたINFIXの12枚目のシングル。

## 内容
5枚目のアルバム「ANSWER」先行シングル。TBS系「ブロードキャスター」エンディング・テーマ。

## 収録曲
全作曲：長友仍世
1. answer
作詞：真名杏樹・長友仍世　編曲：後藤次利・infix
2. Break Out
作詞：長友仍世　編曲：infix
3. answer（オリジナル・カラオケ）